# イサーク・オコロンコ
イサーク・オコロンコ（Isaac Okoronkwo、1978年5月1日 - ）は、ナイジェリアの元サッカー選手。元ナイジェリア代表。ポジションはディフェンダー。

## 来歴
2001年にナイジェリア代表デビュー。アフリカネイションズカップ2002では5試合に出場、3位になった。2002 FIFAワールドカップでもグループステージ全3試合に出場した。アフリカネイションズカップ2004では5試合に出場、2大会連続で3位となった。2007年までに26試合に出場した。

## 代表歴

### 出場大会
- ナイジェリア代表
  - 2002 FIFAワールドカップ

### 試合数
- 国際Aマッチ 26試合 0得点（2001年-2007年）[1]

| ナイジェリア代表 | 国際Aマッチ | 国際Aマッチ |
| 年               | 出場        | 得点        |
| ---------------- | ----------- | ----------- |
| 2001             | 5           | 0           |
| 2002             | 12          | 0           |
| 2003             | 3           | 0           |
| 2004             | 5           | 0           |
| 2005             | 0           | 0           |
| 2006             | 0           | 0           |
| 2007             | 1           | 0           |
| 通算             | 26          | 0           |